# Palácio Leopoldina
O Palácio Leopoldina ou Paço Leopoldina foi um palácio do século XIX localizado na cidade do Rio de Janeiro, nas imediações do Palácio Imperial de São Cristóvão. Adquirido em 1865 para servir de residência oficial da princesa D. Leopoldina de Bragança, filha do imperador Dom Pedro II, o palácio fazia parte do patrimônio nacional brasileiro. 
Após a morte de dona Leopoldina, em 1871, a residência foi ocupada por seus filhos mais velhos – os príncipes D. Pedro Augusto e D. Augusto Leopoldo. Com o advento da república, o palácio passou por uma reforma e foi utilizado por diversas repartições públicas, tais como a atual Fundação Osório e a atual Universidade Federal Rural do Rio de Janeiro, até ser demolido, na década de 1930.  
No terreno foi erguido o atual CEFET-RJ. 